# Zeitz Museum of Contemporary African Art
Het Zeitz Museum of Contemporary African Art of het Zeitz MOCAA is een museum voor beeldende kunst in Kaapstad dat zich uitsluitend richt op hedendaagse Afrikaanse kunst.

## Toelichting

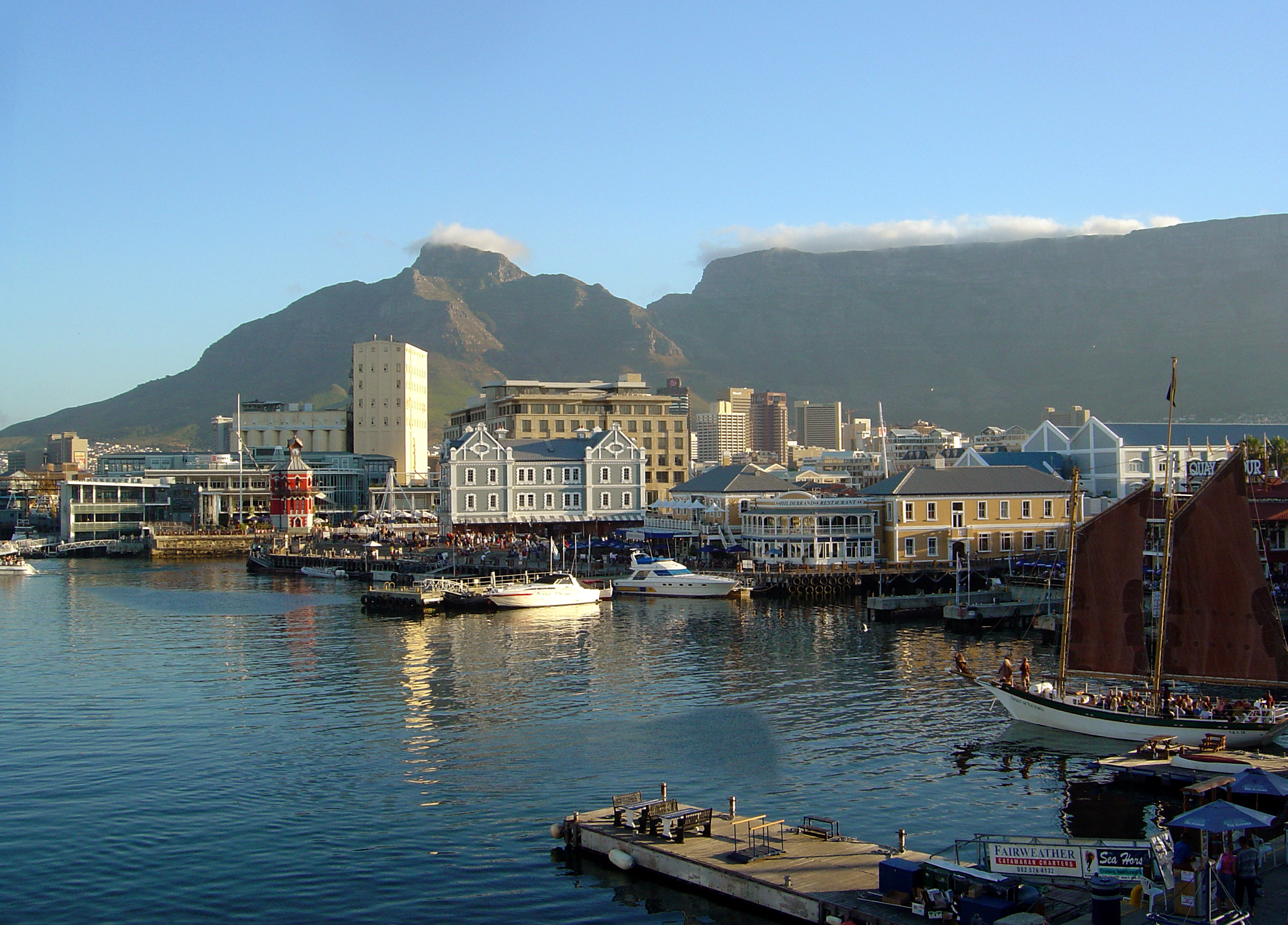
V&A Waterfront met het hoge silogebouw voor de renovatie, daarachter de Devils's Peak, rechts daarvan de Tafelberg

Het museum is ondergebracht in een naar de plannen van architect Thomas Heatherwick gerenoveerde graansilo uit 1921 in Kaapstad tegen een kostprijs van 32 miljoen euro. Het museum is gelegen in het district Victoria & Alfred Waterfront, dat geldt als het toeristisch havengebied van de stad.

Het tachtig zalen tellende gebouw verspreid over negen verdiepingen bestrijkt een oppervlakte van 9500 m². Naast het museum is een restaurant, bar, boekenwinkel en een leeszaal. Verschillende kunstinstellingen kunnen er een vaste stek verkrijgen.
In het museum vindt de persoonlijke kunstverzameling van de Duitse zakenman Jochen Zeitz en voormalig CEO van Puma zijn onderkomen. Zeitz' zakenpartner Mark Coetzee fungeert als directeur van het museum. Coetzee wil een forum bieden aan kunstenaars uit 54 Afrikaanse naties. Volgens de directeur is de belangrijkste taak van het museum een gemeenschap creëren die betrokken blijft bij dit instituut. Wij bouwen geen museum voor toeristen. Dit museum is een academisch instituut, het gaat hier om verzamelen, conserveren, onderwijzen, onderzoeken, mensenlevens verrijken - dus niet om de waarde van vastgoed of de hoogte van bezoekcijfers. 